# Richard Henry Major

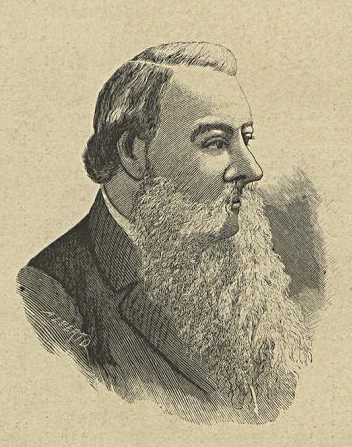
Richard Henry Major

Richard Henry Major (geb. 3. Oktober 1818; gest. 25. Juni 1891) war ein britischer Geograph und Historiker.
Major trat 1844 in die Kartensammlung des Britischen Museums ein und wurde 1867, als eine eigene Abteilung geschaffen wurde, deren Verwalter. Von 1849 bis 1858 war er Ehrensekretär der Hakluyt Society, von 1866 bis 1881 Sekretär der Royal Geographical Society und von 1881 bis 1884 deren Vizepräsident. Er verfasste zahlreiche Werke über die Geschichte der geografischen Entdeckungen.
Verschiedene von der Hakluyt Society veröffentlichte Werke wurden von ihm herausgegeben.
Richard Henry Major ist auf dem Highgate Cemetery begraben.

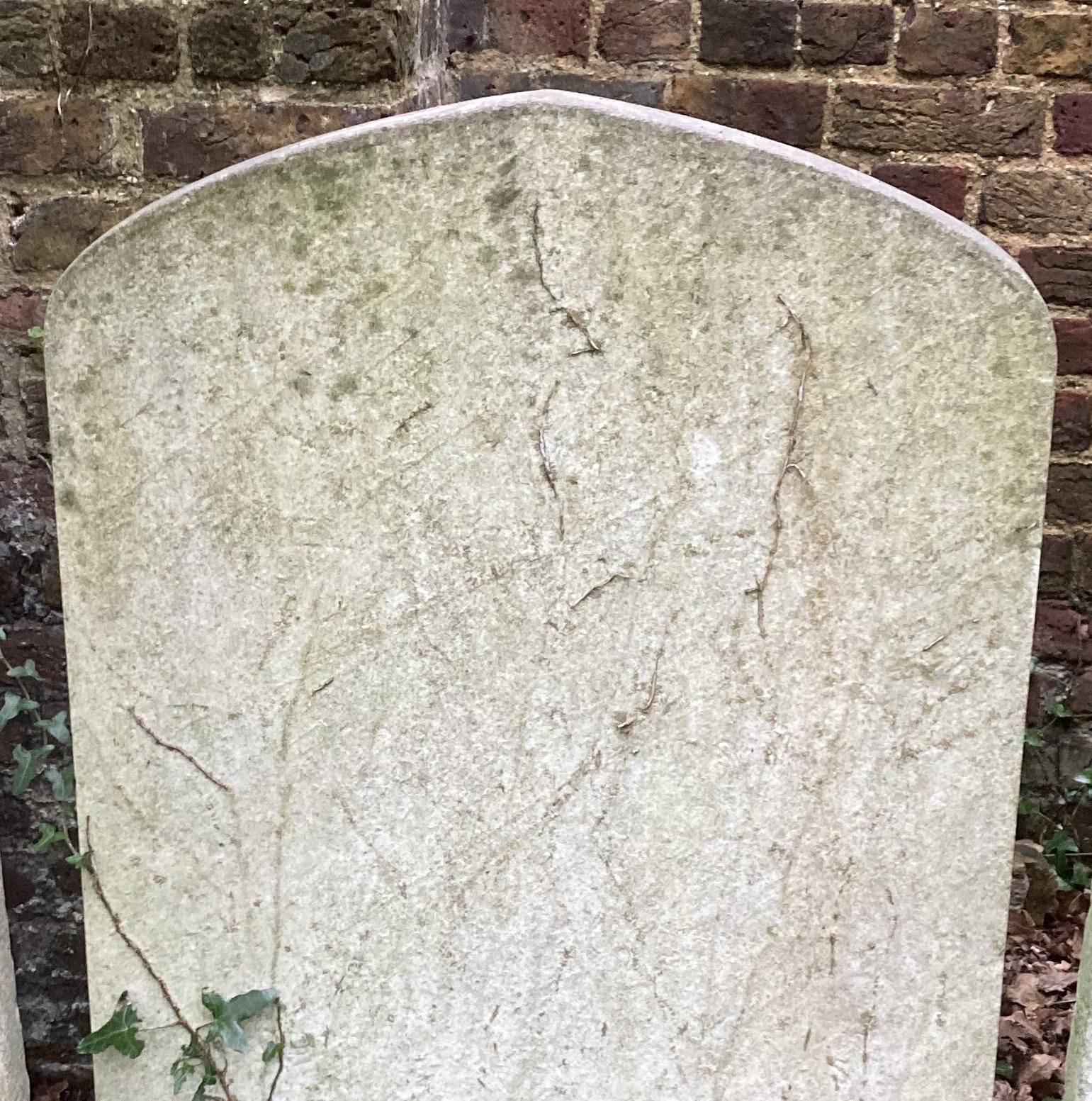
Grab von Richard Henry Major auf dem Highgate Cemetery

## Werke
- Notes upon Russia: Being a Translation of the earliest Account of that Country, entitled Rerum Muscoviticarum commentarii, by the Baron Sigismund von Herberstein. The Hakluyt Society, London 1851 (eingeschränkte Vorschau in der Google-Buchsuche).
- Early voyages to Terra Australia, now called Australia. The Hakluyt Society, London 1859 (archive.org).
- Further Facts Relating To The Early Discovery Of Australia With Supplementary Observations On The Same Subject
- The Discovery of Australia by the Portuguese in 1601, Five Years Before the Earliest Discovery Hitherto Recorded; with Arguments in Favour of a Previous Discovery by the Same Nation, Early in the Sixteenth Century. J.B. Nichols and Sons, London 1861 (eingeschränkte Vorschau in der Google-Buchsuche).
- Memoir on a mappemonde by Leonardo da Vinci, being the earliest map hitherto known containing the name of America, now in the Royal Collection at Windsor. J.B. Nichols and Sons, London 1865 (archive.org).
- The life of Prince Henry of Portugal surnamed the navigator and its results: Comprising the discovery, within one century, of half the world. With new facts in the discovery of the Atlantic Islands. A refutation of French claims to priority in discovery. Portuguese Knowledge (subsequently lost) of the Nile lakes; and the history of the naming of America. (archive.org).
- The voyages of the Venetian brothers, Nicolò & Antonio Zeno, to the northern seas in the XIVth century : comprising the latest known accounts of the lost colony of Greenland and of the Northmen in America before Columbus. The Hakluyt Society, London 1873 (archive.org).
- India in the fifteenth century : being a collection of narratives of voyages to India, in the century preceding the Portuguese discovery of the Cape of Good Hope; from Latin, Persian, Russian, and Italian sources, now first translated into English. The Hakluyt Society, London 1857 (archive.org).